# ناحیه سیدی عیش
ناحیه سیدی عیش (به عربی: دائرة سیدی عیش) یک ناحیه در الجزایر است که در استان بجایه واقع شده‌است.